# Мустафа (хан Золотої Орди)
Мустафа-хан (*д/н — бл. 1462) — хан Золотої Орди в 1440—1446 роках, хан Хорезму у 1447—1462.

## Життєпис

### Боротьба з Абулхайром
Походив з династії Чингізидів. Син Муси, нащадка Шибана, сина Джучі. Перша згадка відноситься до 1428 року, коли брав участь у церемонії сходження на трон хана Абулхайра в Тюменському ханстві. Надалі брав участь у війні проти Барак-хана, правителя Золотої та білої орди. 1429 року після поразки та загибелі останнього Мустафа отримав від Абулхайра частину захоплених земель — Ішимський улус. Звідси походить його прізвисько «Мустафа-Ішим».
У 1430 році вперше спробував втрутитися в боротьбу за золотоординський трон, але невдало. До 1431 року розширив володіння у Сибіру, до Обі та Іртиша. Тоді ж на бік Мустафи переходить емір Ваккас з мангитами. разом з ними Мустафа повстав проти Абулхайра, який був зайнятий боротьбою проти Саїд-Ахмада, хана Великої Орди. У 1432 або 1433 році зазнає нищівної поразки від Абулхайра. В результаті Ваккас знову визнав зверхність Абулхайра, а Мустфа втік до Мангишлаку. В результаті Абулхайр закріплює свою владу над Узбецьким ханством.

### Хан Золотої Орди
Деякий час збирався з силами. 1438 року після початку війни Абулхайра проти Золотої Орди вирішив ще раз спробувати захопити Сарай-Берке. Це вдалося у 1440 році. Втім, Мустафі довелося воювати проти ханів Кічі-Мухаммеда та Саїд-Ахмада. 1444 року, ймовірно, саме хан Мустафа вчинив спустошливий набіг на велике князівство Рязанське, але зазнав втрат через значні морози. Зрештою в битві при річці лістяни зазнав поразки від московського війська на чолі з Василем Оболенським. За переказом літописів, Мустафа начебто загинув. Тому, можливо, виникла плутанина: чи Мустафа був тяжко поранений, чи загинув Мустафа, проте не хан, а один з емірів.
У 1446 році вимушений був відступити з Сарай-Берке, де знову посів трон Кічі-Мухаммед.

### Хан Хорезму
Незабаром захопив більшу частину Хорезму, заснувавши 1447 року столицю у місті Вазир. 1457 року разом з Абулхайром, зверхність якого він визнав рушив проти ойратів на чолі із Уз-Тимур-тайшею, але війська узбеків зазнали нищівної поразки. після цього зумів звільнитися від залежності з боку Абулхайра.
Згодом вступив у конфлікт з братом Пір-Будагом, який спирався на допомогу племені кунграт. 1460 року проти Мустафи виступив Пір-Бурдаг разом з тимуридом Хусейном Байкара, але Мустафа зумів відбити напад на свою столицю. За цим було укладено мирний договір.
У 1462 році планував виступити проти Султан Абу-Саїда, еміра Мавераннахра, який воював проти Хусейна Байкари. Цьому завадило повстання кунгратів на чолі з Усманом. Мустафа втік до Мангишлаку. Подальша доля невідома.